# EYE (シュノーケルのアルバム)
『EYE』（アイ）は、日本のロックバンド、シュノーケルの3枚目のスタジオ・アルバム。2015年12月16日にTURTLE RECORDSより発売された。

## 解説
活動再開後初のアルバムで、前作『EQ』から約8年ぶりのリリース。インディーズメーカーからのアルバムはミニ・アルバム『ソラカラフル』以来約10年5ヶ月ぶりとなる。「視覚」をテーマとしており、歌詞にも視覚に関する言葉が入っている。
前作『EQ』以降にリリースされたシングルから「RESTART」が収録されているが、活動休止前最後のシングル曲「ナツカゼ」、スプリット・シングルに収録の「ラプソディ」「シンプルプラン」、再開後初のシングル曲「FIND」は本作に未収録となっている。
また、これまでのシュノーケルのアルバム作品では、アートワークや歌詞カードに香葉村多望またはジム・ウードリングによるイラストが使用されていたが、本作では一切使用されていない。その代わり、紙袋を被ってはいるものの、初めてメンバーが被写体となっているジャケット写真となった。
収録曲全曲の鍵盤をつるうちはなが担当している。
タワーレコード購入特典として、2015年夏のブラジルでのシュノーケル3人を追ったドキュメントムービー『SNOWKEL 〜VIAGEM AO BRAZIL〜』が収録されたDVD-Rが付属された。DVD-Rには同年7月17日にブラジル・レシフェで開催された『Anime Friends 2015』、翌18日にブラジル・レシフェで開催された『Super-Con Brazil 2018』でのライブ映像やオフショット映像、エンドロールとして「FIND」のミュージック・ビデオが収録されている。
アルバム発売の翌日に発売記念のワンマンライブ「EYEと青春の旅立ち」を代官山LOOPで開催し、翌年1月16日から6月25日にかけてライブツアー「EYEと青春の旅立ち」が行われた。
メジャーデビュー以降のシュノーケルのアルバム作品で、唯一音楽配信されていないアルバムだったが、2020年4月24日より「2019新型コロナウイルスによる自粛ムードを乗り切る一助」となることを目的に音楽配信サイト及びストリーミングサイトでの配信が開始された。

## 収録曲
| 全作曲: 西村晋弥、全編曲: シュノーケル。 |                            |           |            |      |
| #                                        | タイトル                   | 作詞      | 作曲・編曲 | 時間 |
| 1.                                       | 「PLASMA」                 | 西村晋弥  | 西村晋弥   | 1:52 |
| 2.                                       | 「QUEST」                  | 西村晋弥  | 西村晋弥   | 4:27 |
| 3.                                       | 「REVOLVER」               | 西村晋弥  | 西村晋弥   | 5:02 |
| 4.                                       | 「RESTART」(ALBUM VERSION) | 西村晋弥  | 西村晋弥   | 4:30 |
| 5.                                       | 「EYE」                    | 西村晋弥  | 西村晋弥   | 3:43 |
| 6.                                       | 「REGRET」                 | 西村晋弥  | 西村晋弥   | 4:43 |
| 7.                                       | 「CINEMA」                 | 西村晋弥  | 西村晋弥   | 5:08 |
| 8.                                       | 「OPEN」                   |           | 西村晋弥   | 0:52 |
| 9.                                       | 「CLOSE」                  | 西村晋弥  | 西村晋弥   | 3:08 |
| 10.                                      | 「HIGHWAY」                | 西村晋弥  | 西村晋弥   | 3:58 |
| 合計時間:                                | 合計時間:                  | 合計時間: | 37:23      |      |

## 曲の解説
1. PLASMA
アルバムのオープニング曲で、かなり昔に制作された楽曲[9]。
ミュージック・ビデオが制作されており、内容はイワタナオが撮影した写真や映像などを用いて、香葉村が編集したものとなっている。[10]。
2. QUEST
アルバム制作で最後に作られた楽曲[9]。
西村晋弥が監督を務めたミュージック・ビデオが存在し、「PLASMA」のミュージック・ビデオと共にYouTubeで公開されている。うまくいかない男女の難しさをビンタされて飛ばされる眼鏡で表現しているとのこと[11]。なお、同ミュージック・ビデオは、シュノーケルの楽曲のミュージック・ビデオで初の演奏シーンがないミュージック・ビデオとなっている。
発売から2年後に「ミラコン2017」CMソングに起用された[12]。
3. REVOLVER
間奏で鳴っている音はシンガマグープ2というシンセサイザーによるもので、西村と植村幸大（馬浪マラカス団）による演奏。ライブでの演奏時も間奏で西村がシンガマグープ2を演奏している。
アルバム発売後に行われたライブでは、西村がハンドマイク一本で歌唱し、間奏ではCD音源と同じく、シンガマグープ2を演奏した。なお、西村が1曲を通して楽器を演奏しないのは珍しいケースである。
4. RESTART 〜ALBUM VERSION〜
9thシングル『RESTART/FIND』の1曲目のアルバムバージョン
ギターが別テイクのものに変わり、キーボード音が追加されたアレンジになっている。
5. EYE
表題曲。なお、シュノーケルのアルバムに表題曲が収録されるのは、この楽曲が初の例である。
ここでの「EYE」は「目」と「愛」とのダブル・ミーニングになっている[4]。
6. REGRET
7. CINEMA
インストゥルメンタルを除いた本作収録曲で、発売日翌日のワンマンライブで唯一演奏されていない楽曲。
8. OPEN
電子音楽調のインストゥルメンタル。なおシュノーケルのアルバムにインストゥルメンタルが収録されるのは、この楽曲が初の例である。
発売日翌日のワンマンライブのオープニングに使用された。
9. CLOSE
発売日翌日のワンマンライブの1曲目を飾った。
10. HIGHWAY
ドラマティックな印象を持ち、1本のギターの音を多く重ねている楽曲。「PLASMA」と同じくかなり昔に制作された[9]。

## 参加ミュージシャン
- 西村晋弥：ボーカル、ギター、シンガマグープ2、プログラミング（＃8）
- 香葉村多望：ベース
- 山田雅人：ドラムス、コーラス（＃5）
- つるうちはな：キーボード
- 岡愛子：コーラス（＃2）
- 植村幸大（馬浪マラカス団）：シンガマグープ2

## ライブ映像作品
シングル曲については各項目を参照
PLASMA
- popcorn labyrinth（特典DVD）

QUEST
- popcorn labyrinth（特典DVD）

REVOLVER
- popcorn labyrinth（特典DVD）

EYE
- popcorn labyrinth（特典DVD）

REGRET
- popcorn labyrinth（特典DVD）

CLOSE
- popcorn labyrinth（特典DVD）

HIGHWAY
- popcorn labyrinth（特典DVD）